# Ella Lauer
Ella Lauer geb. Schneider (* 30. April 1940 in Hannover; † 22. Juni 2022 in Saarbrücken) war eine deutsche Tischtennisspielerin und -funktionärin. Sie war Ehrenmitglied des Deutschen Tischtennis-Bundes DTTB und des Saarländischen Tischtennisbundes STTB sowie Trägerin des Bundesverdienstkreuzes.

## Aktive
Als 13-Jährige begann Ella Lauer mit dem Tischtennissport beim Verein ATSV Saarbrücken, mit dem sie zwei Jahre lang in der Bundesliga spielte. Anfang der 1980er Jahre schloss sie sich dem damaligen Regionalligaverein DJK Friedrichsthal an; später war sie in den Vereinen TTC Rohrbach und TTC Köllerbach aktiv. Zahlreiche Titel gewann sie bei den saarländischen Meisterschaften, nämlich vier im Einzel und 12 im Doppel.
Weitere Erfolge stellten sich in Seniorenturnieren ein. So gewann sie bei den Senioren-Europameisterschaften 2005 zusammen mit Heidi Wunner den Titel im Doppel in der Altersklasse Ü65.

## Funktionärin
Von 1974 bis 1979 war Ella Lauer Damenwartin im Südwestdeutschen Tischtennisverband, von 1978 bis 1982 des Saarländischen Tischtennisbundes STTB. 1981 wurde sie als Nachfolgerin von Hanne Schlaf zur Damenwartin des Deutschen Tischtennis-Bundes DTTB gewählt. Für diese Aktivitäten erhielt sie 1999 den DTTB-Ehrenpreis in Gold. Bei Welt- und Europameisterschaften fungierte sie als non-playing-captain der deutschen Damenmannschaft. Zudem leitete sie das im Februar 1974 geschaffene Organisationsbüro des Saarländischen Tischtennisbundes STTB.

## Auszeichnungen
- 1991: Verdienstkreuz am Bande[5]
- 1999: DTTB-Ehrenpreis in Gold.[6]
- 2009: Ehrenmitglied im Deutschen Tischtennis-Bund DTTB[7]

## Privat
Ella Lauer war geboren in Hannover und lebte in Saarbrücken. Sie war seit Anfang der 1960er Jahre verheiratet und hatte einen Sohn und eine Tochter.